# شوهيه ساكاغوتشي
شوهيه ساكاغوتشي (阪口周平 ساكاغوتشي شوهيه) هو ممثل ياباني ولد في 5 سبتمبر 1977 في محافظة أوساكا.

## أدواره في الأنمي

### مسلسلات أنمي تلفزيونية
- ناروتو شيبودن - جوغو
- بوروتو: ناروتو نكست جينيريشنز - جوغو
- روك لي وأصدقائه النينجا - جوغو
- هاجيمي نو إيبو Rising - كاتسوتاكا إيماي
- الرمية الكبرى - ريكي كاجياما
- الرمية الكبرى: بطولة الصيف - ريكي كاجياما
- ناباري نو أو - كاغيرو
- أبطال الكرة - ساهر
- آيرون مان - كاواشيما
- غيلتي كراون - هيروهيدي نانبا
- خيميائي الفولاذ FULLMETAL ALCHEMIST - ميسون
- إيكي توسن Dragon Destiny - كاكوتون غينجو
- إيكي توسن Great Guardians - كاكوتون غينجو
- إيكي توسن XTREME XECUTOR - كاكوتون غينجو
- فايري تايل - ميست غرايدر/درانبولت
- فالفريف الثوري - بيرنيت
- إينيشال دي Fifth Stage - هيرويا أوكوياما
- بوكيمون إكس/واي - دكتور وايت

## أدواره في ألعاب الفيديو
- سول كاليبر 4 - التلميذ
- ناروتو شيبودن: كيزونا درايف - جوغو
- ناروتو شيبودن: ألتيميت نينجا ستورم ريفولوشن - جوغو
- ناروتو شيبودن: ألتيميت نينجا ستورم 4 - جوغو

## أدواره في الدبلجة اليابانية
- ستار تريك (2009) - كابتن كيرك
- ستار تريك إلى الظلام - كابتن كيرك
- آي كارلي - سبنسر شاي
- منزل فوستر - ويلت
- أولاد الجيران - رقم 5
- جاك ريان: الشبح المجند - جاك ريان

## وصلات خارجية
- شوهيه ساكاغوتشي على موقع IMDb (الإنجليزية)
- شوهيه ساكاغوتشي على موقع ألو سيني (الفرنسية)
- شوهيه ساكاغوتشي على موقع ميوزك برينز (الإنجليزية)
- شوهيه ساكاغوتشي على موقع قاعدة بيانات الفيلم (الإنجليزية)
- شوهيه ساكاغوتشي على موقع كينوبويسك (الروسية)
- شوهيه ساكاغوتشي على موقع ANN person (الإنجليزية)